# Garuda

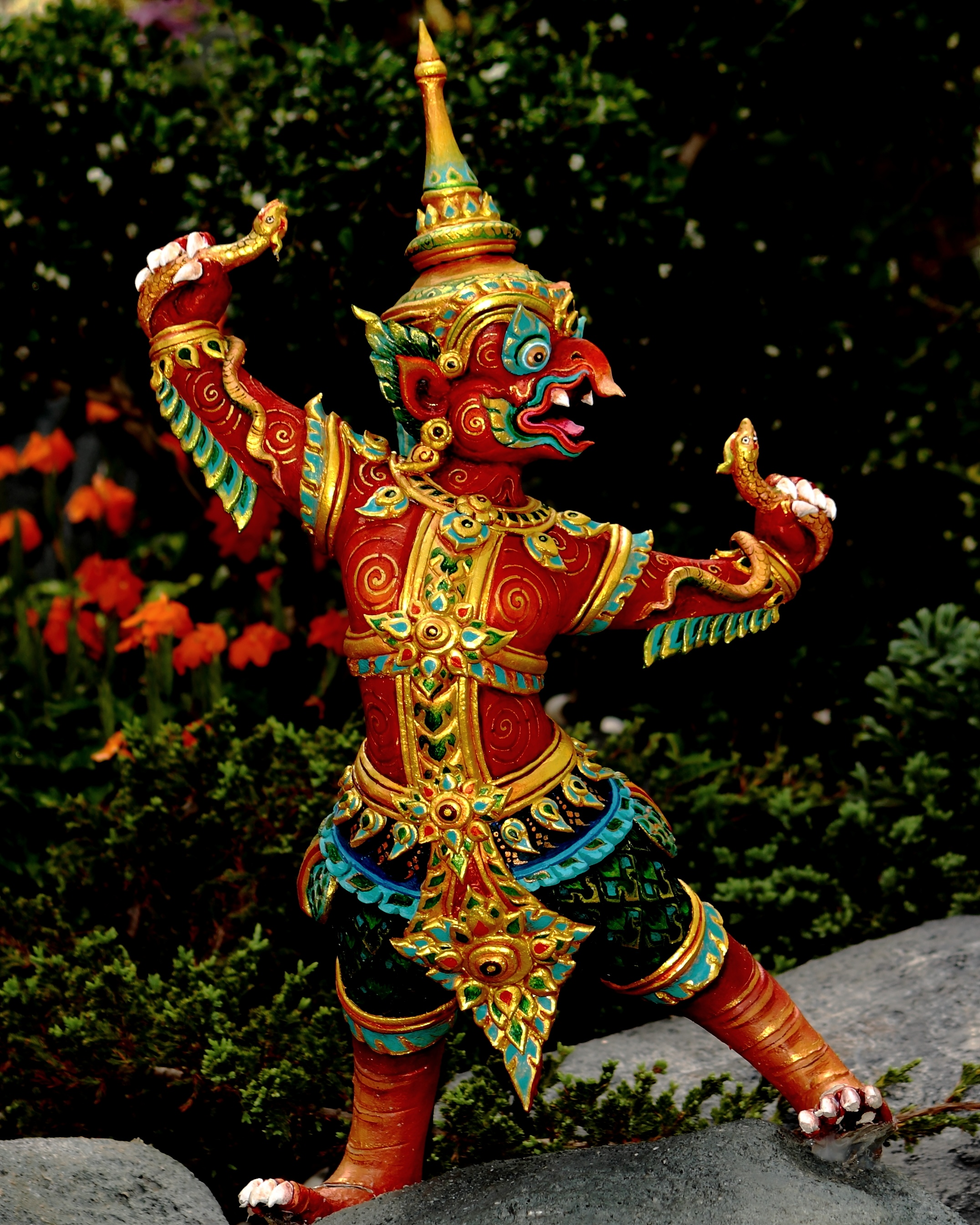
Tượng Garuda ở Thái Lan

Quốc huy Thái Lan

Garuda (tiếng Phạn: गरुड, đã Latinh hoá: Garuḍa), hay Đại bằng Kim sí điểu (tiếng Trung: 大鹏金翅鸟; nghĩa đen 'Chim đại bàng cánh vàng'), hay Ca-lâu-la (tiếng Trung: 迦楼罗), là một loài chim thần trong Ấn Độ giáo và ảnh hưởng sang Phật giáo. Trong Ấn Độ giáo, Garuda là một con vật cưỡi của thần Vishnu, nó được biểu hình bằng một con chim săn mồi có đầu người, với ba mắt và mỏ đại bàng. Chim đại bàng cánh vàng là loài chim dữ, có thể tấn công con người. Nó có thể suy nghĩ và còn có phép thuật, chim cánh vàng vốn chuyên môn ăn rồng. Rồng mà gặp chim đại bàng cánh vàng thì mềm nhũn, thần thông gì cũng vô dụng chỉ ở đó làm mồi cho đại bàng. Một đớp của nó giống như chúng ta ăn cơm, ăn tới mười mấy con rồng, kim sí điểu quạt cánh một cái thì biển cạn, rồng lộn ngửa ra. Rồng là con cháu của Long Vương, lão Long Vương thống lĩnh loài rồng gặp nó cũng phải ba chân bốn cẳng chạy trốn. Vì thần thông mạnh hơn loài rồng nên trốn thoát được. Sau này chim được Phật thuần hóa nên không còn ăn rồng nữa mà ăn tinh hoa của thức ăn tịnh (chay). Chim và rồng cũng giống như các vị thần tiên và âm ma tà quỷ sống ở cõi khác nên mặc dù được miêu tả rất to lớn đôi cánh có thể che trời nhưng con người bình thường không thể nhìn thấy được, trừ khi chúng muốn lộ diện ở nhân gian.

## Garuda và rắn Naga
Garuda là anh em họ và kẻ thù của những Naga, Garuda thường được thể hiện đang dùng mỏ xé xác những con rắn và dùng chân có móng sắc nhọn đè nát chúng. Những con rắn bị nó giết chết thường có đầu và nửa thân người thay cho cái đầu của con vật bò sát. Theo truyền thuyết thì rắn thần Naga đã giết chết mẹ của chim thần Garuda nên đây là mối thù không đội trời chung. Hễ gặp rắn là Garuda liền xé xác, sau này thần Vishnu đã thu phục được và Garuda trở thành vật cưỡi của vị thần này. Chim được cho luôn là kẻ thù của rắn, ở nhân gian thì chim bắt sâu, gà bắt giun, rắn ăn trứng.

## Biểu trưng
Người Tây Tạng thường tạo cho Garuda một vẻ dữ tợn, trong một số hình ảnh nó tỏ ra bị khuất phục bởi chúa tể địa ngục.
Cuộc chiến đấu giữa chim và rắn là một đề tài quen thuộc ở các tranh tượng thờ châu Á, người ta thấy ở đấy hình ảnh cuộc đấu tranh của sự sống chống lại cái chết, của cái thiện chống lại cái ác, của những sức mạnh trên trời chống lại sức mạnh âm ty, của tính hai mặt của thần Vishnu, vừa giết chết vừa làm sống lại, vừa phá hủy vừa xây dựng lại. Có thể nhà phân tâm học có thể phát hiện ở con rắn có đầu người, bị đè nát bởi con mãnh cầm, hình ảnh của vô thức bị bóp nghẹt bởi lý trí hoặc những ham muốn xác thịt bị kìm nén bởi những cấm kỵ về đạo đức.
Ngày nay chúng ta thấy hình tượng chim thần Garuda trong những kiến trúc chùa chiền của Phật giáo Nam tông ở Việt Nam, Indonesia, Thái Lan, Campuchia (những con chim Garuda nâng đỡ mái chùa)... Hình tượng Garuda cũng chính là chủ thể trên Quốc huy Thái Lan và Quốc huy Indonesia.